# جيمس كانتور (محامي)
جيمس كانتور (بالإنجليزية: James Kantor)‏ هو محامي جنوب أفريقي، ولد في 26 فبراير 1927 في جوهانسبرغ في جنوب أفريقيا، وتوفي في 2 فبراير 1974 بسبب نوبة قلبية.